# Meteorologica (tijdschrift)
Meteorologica is een vakblad over de meteorologie en klimatologie. 
Het blad verschijnt sinds 1992 en komt vier keer per jaar uit. Het heeft ongeveer 32 pagina's. De oplage is slechts 450 exemplaren. Het is een uitgave van de Nederlandse Vereniging ter Bevordering van de Meteorologie (NVBM). Deze vereniging werd in 1991 opgericht en de leden ervan zijn mensen die professioneel met meteorologie te maken hebben. Deze vereniging is op zijn beurt lid van de European Meteorological Society (EMS).

## ISSN
- ISSN 0929-1504